# Rochers du parc naturel régional des Vosges du Nord
 (mars 2021).
Si vous disposez d'ouvrages ou d'articles de référence ou si vous connaissez des sites web de qualité traitant du thème abordé ici, merci de compléter l'article en donnant les références utiles à sa vérifiabilité et en les liant à la section « Notes et références ».
Le parc naturel régional des Vosges du Nord est situé à cheval sur les départements du Bas-Rhin et de la Moselle. 

## Falaises et rochers

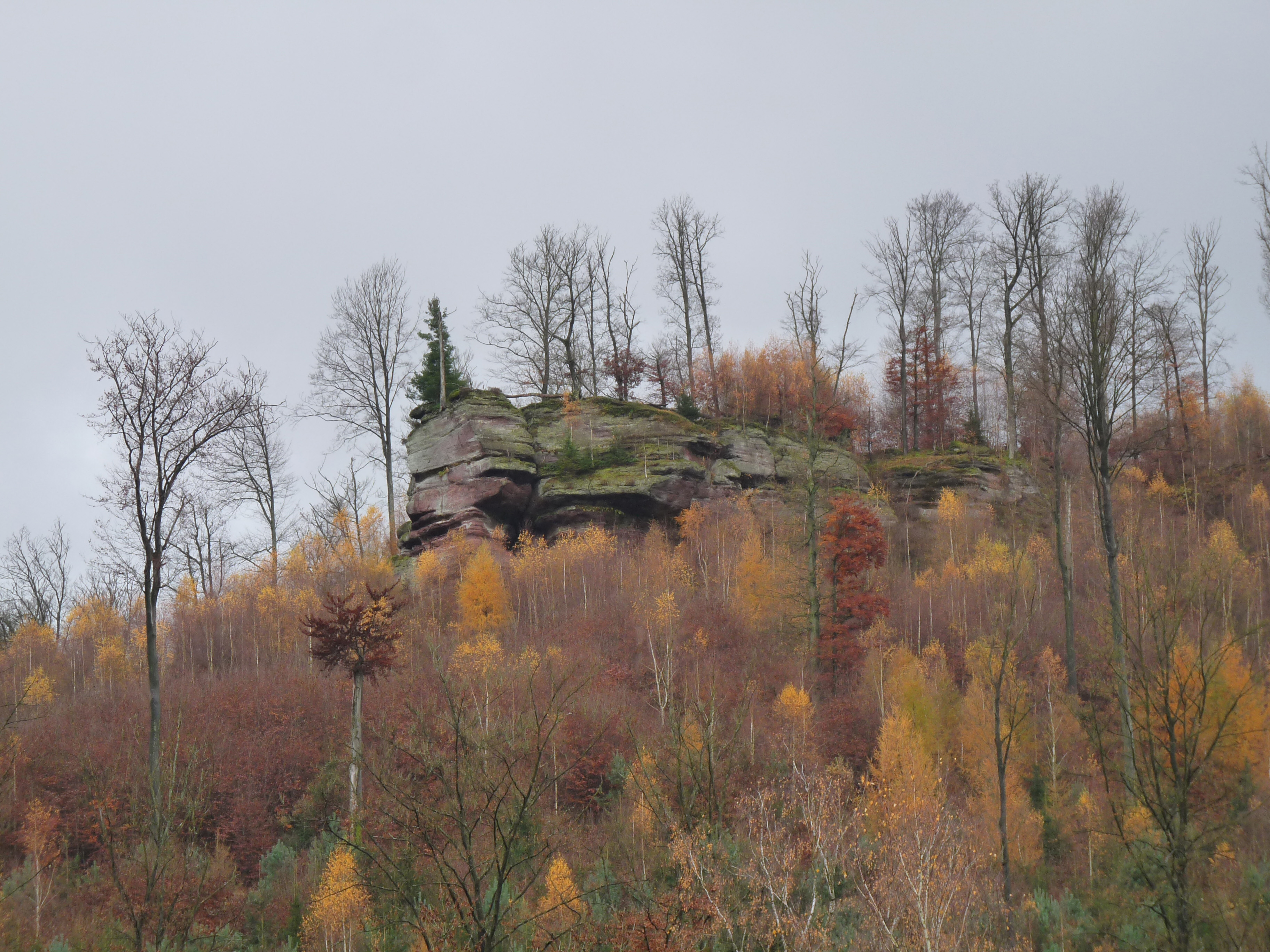
Piton de grès à proximité de La Petite-Pierre (Bas-Rhin), en automne.

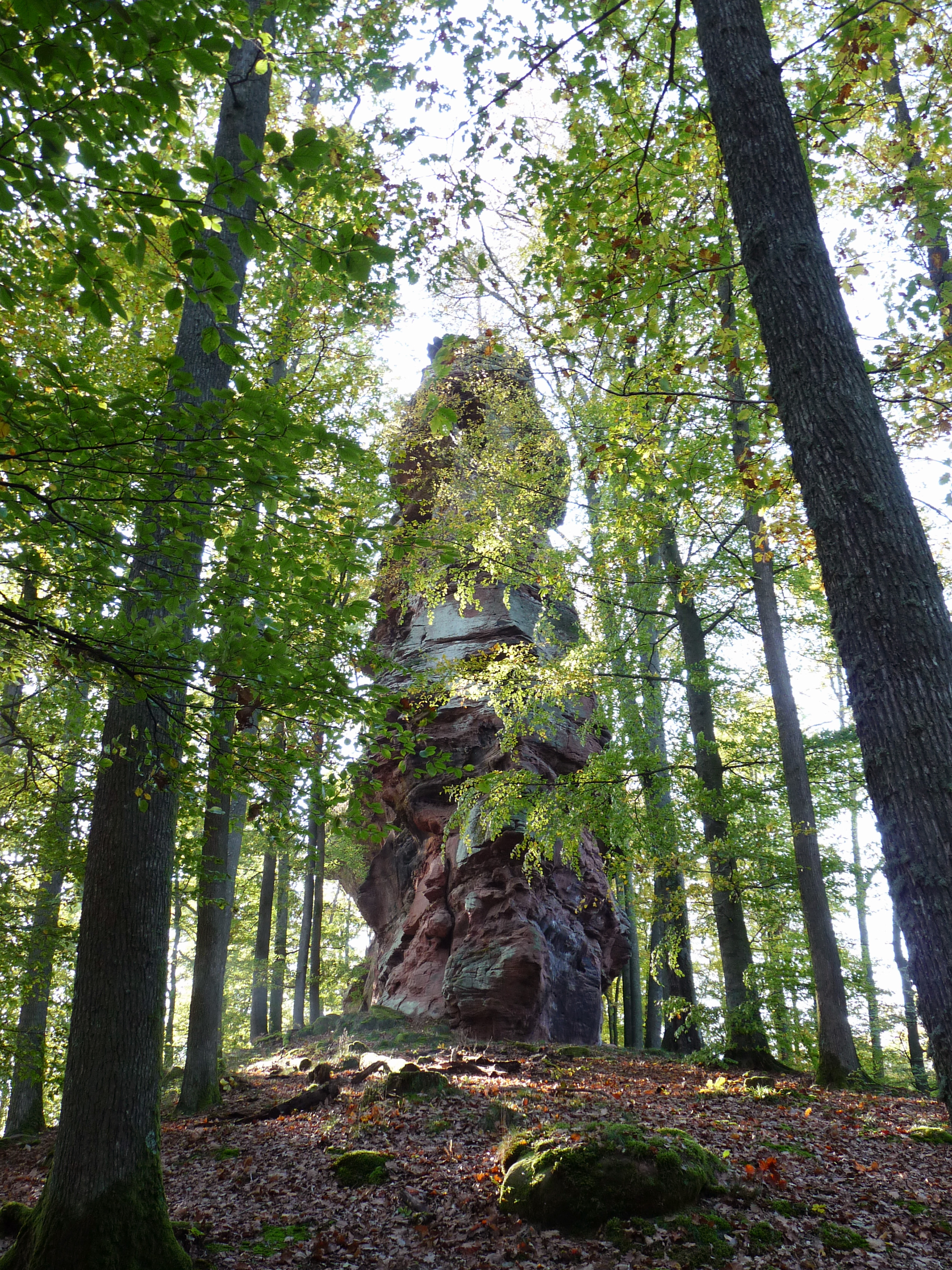
Erbsenfelsen de profil (Moselle).

Les falaises et les pitons de grès aux parois verticales sont des éléments forts du paysage des Vosges du Nord. Sur les sommets de ces rochers se développent des pinèdes naturelles, formées de pins sylvestres (Pinus sylvestris) tortueux et rabougris. Ces pinèdes sur dalle qui abritent des mousses et des lichens remarquables ont une affinité nordique très marquée.
Sur les parois de certains rochers poussent des plantes spécifiques comme la doradille de Billot (Asplenium billotii), fougère atlantique, la doradille noire (Asplenium adianthum nigrum) et le lycopode sélagine (Huperzia selago).
La faune liée aux milieux rupestres se compose du faucon pèlerin (Falco peregrinus), du hibou grand-duc (Bubo bubo) et du grand corbeau (Corvus corax). Les fissures servent d'abri au lézard des murailles (Podarcis muralis) et à des chauves-souris : pipistrelle commune (Pipistrellus pipistrellus) et noctule commune (Nyctalus noctula).

## Les souterrains
Les milieux souterrains (mines, ouvrages militaires) peuvent servir de gîte d'hivernage à de nombreuses chauves-souris dont le grand murin (Myotis myotis), les oreillards, la barbastelle (Barbastella barbastellus) et le vespertilion à oreilles échancrées (Myotis emarginatus) entre autres. Ces milieux fascinants sont des écosystèmes très particuliers par leurs conditions d'hygrométrie, de température et d'obscurité. Outre les chauves-souris qui viennent hiverner, on peut y apercevoir des cloportes, des araignées, des papillons nocturnes et des salamandres (Salamandra salamandra).

## Combles de bâtiments et ruine de château
Pour la faune certains combles de bâtiments s'apparentent à des grottes. Les espèces qu'on y rencontre sont des chauves-souris (grand murin, oreillard gris), la chouette effraie (Tyto alba) et la fouine (Martes foina).
Faisant souvent corps avec les rochers qui leur servent d'assise, les nombreux châteaux féodaux possèdent un patrimoine biologique intéressant. On y trouve de nombreuses plantes ornementales, médicinales et alimentaires, rescapées des jardins médiévaux entourant ces châteaux. Ainsi pêle-mêle : la petite pervenche (Vinca minor L.), le groseillier à maquereau (Ribes uva crispi), l'herbe de Saint-Christophe (Actaea spicata), la chélidoine (Chelidonium majus), la matricaire (Matricaria recutita) et la joubarbe des toits (Sempervivum tectorum).
Ils peuvent accueillir également des oiseaux comme le rouge-queue noir, la bergeronnette grise (Motacilla alba), le choucas des tours (Corvus monedula) (forteresse de Bitche), le faucon crécerelle (Falco tinnunculus) et parfois l'emblématique faucon pèlerin (Falco peregrinus).